# 刘汝明
劉汝明（1895年5月12日—1975年4月28日），字子亮，河北獻縣人，中華民國陸軍二級上將。馮玉祥手下的「十三太保」之一。

## 生平
1895年5月12日，劉汝明生於獻縣拋莊。十三歲時，父親在關外行醫去世。1912年1月，十七歲時到景州投軍，入馮玉祥领导的第16混成旅。国民軍成立后，劉汝明就任警備第1旅旅長。後来升任西北軍暫編陸軍第10師師長。
北伐後的1929年，任国民革命軍第五路軍总指揮兼國民革命軍第十二軍軍長。1930年中原大战之后，被任命为宋哲元领导的國民革命軍第二十九軍副軍長。
1933年，劉汝明参加長城抗战，任第一四三師師長。1936年，兼任察哈爾省政府主席。抗日战争爆发后的1937年，就任國民革命軍第六十八軍軍長。不久被剥夺军指挥权。
抗日战争结束後，劉汝明出任第四綏靖区司令官。1948年，被任命为第八兵团司令官。在第二次国共内战中，劉汝明的軍队参加徐蚌会战，其间受到中国共产党方面策反，但被劉汝明拒绝，刘汝明还扣押前来策反的中国共产党方面的周鎬等人，押往南京。蒋介石也极力拉拢劉汝明。1949年，中国人民解放军执行渡江战役时，劉汝明自行决定率其第五十五军和第六十八军从安徽贵池撤至福建漳州。
1949年8月，奉蒋介石、陈诚之命，驻漳州的刘汝明第八兵团率第五十五军接防厦门，厦门原来的守军、蒋介石嫡系的李良荣第二十二兵团第二十五军和第五军的第二〇〇师则奉命调往大小金门。中国人民解放军于1949年10月17日攻占厦门时，刘汝明即率残部乘船逃往台湾高雄港。由于陈诚规定，凡来台湾部队，首先必须放下武器，然后按指令登陆、行军、宿营。刘汝明残部抵达高雄时，不肯缴械。陈诚遂下令，限期徒手登陆，否则便将船击沉。刘汝明残部乃被陈诚收编，刘汝明兵团彻底瓦解。刘汝明下船时，有宪兵前来“陪同”。汤恩伯称：“厦门失守，是部队执行命令未能彻底。”台北《中央日报》也发文责备厦门守军执行上级命令不力，矛头直指刘汝明。刘汝明由此不再活躍。 
1975年4月28日，劉汝明在台湾逝世。享年81岁。

## 家庭
- 弟：劉汝珍，1943年2月任國民革命軍陸軍第六十八軍軍長。
- 子：劉鐵錚，法學者，於1985年獲蔣經國總統提名為中華民國司法院大法官，直至2003年民主進步黨執政期間退任。

## 腳註
1. 1 2 3 4 5 6  劉汝明（1979年）